# Anne de Noailles (1729–1794)

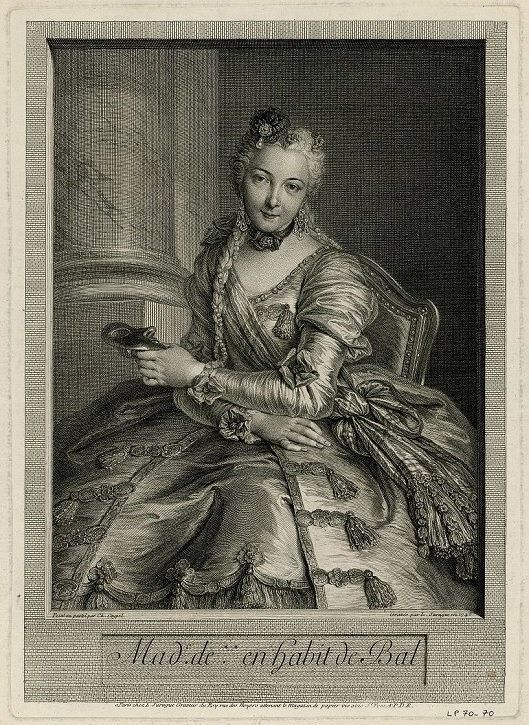
Anne d'Arpajon

Anne Claude Louise de Noailles, född d'Arpajon 4 mars 1729 i Arpajon, död 27 juni 1794 på Barrière du Trône i Paris, var en fransk hertiginna och hovdam. Hon var dame d'honneur till de franska drottningarna Marie Leszczyńska och Marie-Antoinette, och blev av den senare kallad "Madame Etiquette" på grund av sin rigida inställning till upprätthållandet av hovetiketten. 

## Biografi
Anne de Noailles  var dotter till Louis de Sévérac, markis d'Arpajon-sur-Cère (1667-1736), som hade köpt markistiteln 1720 och ändrat dess namn från Saint-Germain-lès-Châtres till Saint-Germain-lès-Arpajon, och Anne Charlotte Le Bas de Montargis. Hennes mor var hovdam till Marie Louise Élisabeth av Orléans. Hon gifte sig den 27 november 1741 med hovmannen greve Philippe de Noailles, hertig de Mouchy, kapten vid jaktgardet i Versailles. Paret fick en dotter och fem söner. 

### Hovkarriär
Anne de Noailles efterträdde år 1763 Marie Brûlart som första hovdam och föreståndare åt drottning Marie Leszczyńska, som avled 1768. Hon utnämndes därefter till föreståndare för den nya kronprinsessan Marie-Antoinettes hov, och ingick i det följe som välkomnade henne vid hennes ankomst till Frankrike år 1770. En berömd scen är känd från välkomnandet vid gränsen, där Marie-Antoinette, skrämd av det högtidliga överlämnandet från sitt österrikiska till sitt franska följe, brast i gråt och kastade sig i armarna på Anne  de Noailles, som inte gav henne något gensvar. Det var hennes uppgift att undervisa den nya kronprinsessan i fransk hovetikett och se till att hon och de övriga medlemmarna av hennes hov följde denna. Marie-Antoinette kom att tycka illa om henne på grund av den hämsko hon lade på hennes liv genom sin föresats att etiketten oavsett omständigheter aldrig skulle åsidosättas, och Marie-Antoinette hånade henne därför med öknamnet "Madame Etiquette". 

### Senare liv
När Marie-Antoinette blev drottning år 1774, utnämnde gav hon sin vän prinsessan de Lamballe en högre rang än Anne de Noailles  genom att återinföra en gammal hovtjänst som dittills lämnats vakant, och de Noailles avgick därför från sin tjänst och efterträddes av Laure-Auguste de Fitz-James. Hon blev därefter medlem av den högadliga oppositionen mot drottningen, som samlades hos kungens fastrar. 
Anne de Noailles två äldsta söner efterlystes av regeringen som folkfiender under den franska revolutionen. Hon och hennes make lämnade Paris med sin dotter Louise-Charlotte de Duras i september 1792 och vistades sedan på sitt slott på landet. Året därpå sattes de alla tre under husarrest på sitt slott i enlighet med deklarationen och potentiella statsfiender. Deras dotter överfördes sedan till ett fängelse, men de tilläts initialt att stanna med hänvisning till ålder. I oktober 1793 överfördes de dock till fängelset La Force i Paris. I fängelset levde de en bekväm tillvaro, uppassade av sin egen tjänsteflicka Latour och i umgänge med andra fångar ur adliga kretsar. De fick ett politiskt frågeformulär där maken besvarade frågorna och Anne de Noailles också undertecknade med kommentaren att hon aldrig hade haft andra åsikter än sin makes. De ställdes båda inför revolutionstribunalen i juli 1794 och avrättades genom giljotinering.